# Dynastia izauryjska
Dynastia izauryjska, zwana też syryjską – dynastia, która panowała w Bizancjum w latach 717–802. Wywodziła się z niższych warstw społecznych – wieśniaków z okolic Germanikei na północy Syrii. Byli więc Syryjczykami, a nie jak wskazują późniejsze źródła Izauryjczykami. Za ich panowania nastąpiły walki z kultem obrazów (ikonoklazm), lecz także powstrzymanie ekspansji arabskiej i bułgarskiej.

## Cesarze Bizantyńscy
- Leon III Izauryjczyk: 717–741
- Konstantyn V Kopronim: 741–775
- Leon IV Chazar: 775–780
- Konstantyn VI: 780–797
- Irena: 797–802